# 札内幸太
札内 幸太（ふだうち こうた、1985年9月29日 - ）は、大阪府出身の俳優、モデル。
身長176cm。体重58kg。血液型はAB型。ジャングルを経て、現在はステッカーに所属。
監督した映画「SUMMER TIME」はイギリスのサウサンプトン国際映画祭で、最優秀外国語映画賞を受賞。

## 出演

### 映画
- 気楽な商売（2009年）
- 物語の断片（2009年）
- モザイク息子（2010年）
- さよならを抱きしめて（2010年）
- パンの耳を下さい（2010年）
- 街の音、なにがしの唄（2010年）
- 夕暮れ（2010年）
- 踊る大捜査線 THE MOVIE3 ヤツらを解放せよ!（2010年）
- 青春Hシリーズ 終わってる（2011年）
- はさみ hasami（2012年）
- 生きてるものはいないのか（2012年）- アンドレ 役
- THE DEPTH（2012年）
- バナナvsピーチまつり 「ウインターズ・レコード」（2013年）
- すーちゃん まいちゃん さわ子さん（2013年）
- カノジョは嘘を愛しすぎてる（2013年）
- 忘れもの（2014年）
- ユラメク（2014年）- ハネダ 役
- パラノイアック（2015年）- 三浦 役
- 手のひらを太陽に（2015年）- 主演
  - 南アフリカの「UGU映画祭」最優秀外国映画賞
  - スペインの「トレモリノス国際ファンタスティック映画祭2015」準グランプリと審査員特別賞
- Sea Opening（2018年）‐ 境大棋 役[3]
- その消失、（2022年）- 主演

＊桜色の風が咲く(2022年)-矢野正孝役

### テレビドラマ
- 爆笑問題のもうひとつの龍馬伝（2009年）
- 経済ドキュメンタリードラマ ルビコンの決断（2010年）
- 絶対零度〜未解決事件特命捜査〜（Season1） 第3話「連鎖」（2010年） - 合田直規 役
- 歸國（2010年）
- マッスルガール! 第3話（2011年）- 寺本の手下 役
- 恋愛検定 第2話「無駄にやさしい女 三級検定」（2012年）
- ネオ・ウルトラQ 第1話「クォ・ヴァディス」（2013年）
- まほろ駅前番外地（2013年）- チンピラB 役
  - 第11話「美人未亡人の依頼、何でもやります」
  - 第12話「まほろ駅前多田便利軒、廃業します」
- 相棒
  - season12 第11話「デイドリーム」（2014年1月8日）- 銀英会傘下の暴力団組員・井波駿介 役
- 山本周五郎人情時代劇 第6話「こんち午の日」（2015年12月15日、BSジャパン）- 末吉 役
- 世界一難しい恋（2016年）- 松若笹広 役
- 貴族探偵シリーズ（2017年）‐ 星川刑事 役

### 舞台
- あたし、ぼく旅に出る（2005年）- 少年、ニート、フィリピン人 役（3役）
- ぬるま湯に浸かって ゆで蛙（2006年）- 爆弾製造犯、テロリスト、偽コック 役（3役）
- 宇宙船ナットー丸（2007年）- 少年 役 ※主演
- ニートの夜明けI（2008年）- 浪人生、ストリートミュージシャン、ネットカフェ難民、トレープレフ 役（4役）
- ニートの夜明けII（2008年）
- 鴨川ホルモー（2009年）- 坂上光 役
- クレイジーハニー（2011年）
- 黒田、演劇やめるってよ（2013年）
- ぬるい毒（2013年）
- 新年工場見学会2014（2014年）

### CM
- マリエール（2010年）
- スタートトゥデイ（2011年）
- ホンダ（2011年 - 2013年）
- AQUOS PHONE（2012年）
- ネスカフェ（2012年）
- 頓智ドット（2012年）
- LIXIL（2012年 - 2013年）
- 日本ケンタッキー・フライド・チキン（2013年）
- 朝日新聞（2013年）
- 三陽商会（2013年）

### PV
- ASIAN KUNG-FU GENERATION 「マジックディスク」（2010年）

### ラジオ
- ごまめの歯軋り（2011年）

### ウェブカタログ
- ほぼ日刊イトイ新聞（2011年）
- ホンダ